# Hope Marie Carlton
Hope Marie Carlton (ur. 3 marca 1966 w Riverhead) – amerykańska aktorka i modelka. 

## Życiorys
Urodziła się w Riverhead, w stanie Nowy Jork jako córka Marie i Carmine Rizzitano. Jej matka, Amerykanka, uprawiała kulturystykę i prowadziła kobiecą siłownię, podczas gdy jej ojciec był włoskim imigrantem pochodzenia sycylijskiego, który z zawodu był kierowcą ciężarówki. 
W wieku zaledwie 13 lat rozpoczęła karierę modelki i nie miała większych trudności z odniesieniem sukcesu. Dzięki swojej śródziemnomorskiej sylwetce pozowała nago dla magazynu „Playboy”, a w lipcu 1985 zdobyła tytuł Playmate miesiąca. 
Po debiutanckiej roli filmowej Taryn, pracującej w lotniczej firmie przewozowej w Honolulu, w sensacyjnym dramacie przygodowym Bilet na Hawaje (Hard Ticket to Hawaii, 1987) u boku Ronna Mossa i Wolfa Larsona, występowała w produkcjach filmowych klasy B oraz gościnnie w serialach telewizyjnych, w tym Drużyna A (1987), Prawnicy z Miasta Aniołów (1988), Świat według Bundych (1988), Zagubiony w czasie (1990) i Słoneczny patrol (1990). Pojawiła się też w teledysku zespołu Huey Lewis and the News do piosenki „Give Me the Keys (And I’ll Drive You Crazy)” (1989).
Po opuszczeniu Hollywood w 1990 wraz z przyszłym mężem programistą Robem Levinem otworzyła popularny ośrodek Sorrel River Ranch w Moab w stanie Utah. Urodziła się córka, ale w 2005 doszło do rozwodu. Wkrótce Hope Marie Carlton przeprowadziła się do Kolorado.

## Wybrana filmografia
- Bilet na Hawaje (1987) jako Taryn
- Slaughterhouse Rock (1988) jako Krista Halpern
- Picasso Trigger (1988) jako Taryn
- Koszmar z ulicy Wiązów 4: Władca snów (1988) jako Pin Up Girl
- Dzika plaża (1989) jako Taryn
- It Had to Be You (1989)
- Jak dostałem się na studia (1989)
- Słoneczny Patrol: Panika na Malibu Pier (1989)
- Slumber Party Massacre III (1990) jako Janine
- Partnerzy (1990) jako Vanna
- Krwawy mecz (1990) jako Connie Angel
- Ghoulies III: Ghoulies Go to College (1991) jako Veronica

We własnej osobie
- Playboy: Sexy Lingerie (1988) jako ona sama
- Playboy: Playmates at Play (1990) jako ona sama